# Meniscomys
Meniscomys és un gènere de rosegador extint de la família dels aplodòntids. Visqué a Nord-amèrica durant l'Oligocè. El seu crani presenta caràcters plesiomòrfics. El seu únic parent vivent de la família dels aplodòntids és el castor de muntanya.